# Convent de Santa Clara (Castelló d'Empúries)
El Convent de Santa Clara és un convent dins l'antic nucli emmurallat de Castelló d'Empúries, entre la basílica menor de Santa Maria (barri del puig Salner) i l'antiga aljama jueva de la vila (puig de l'Eramala).

## Arquitectura

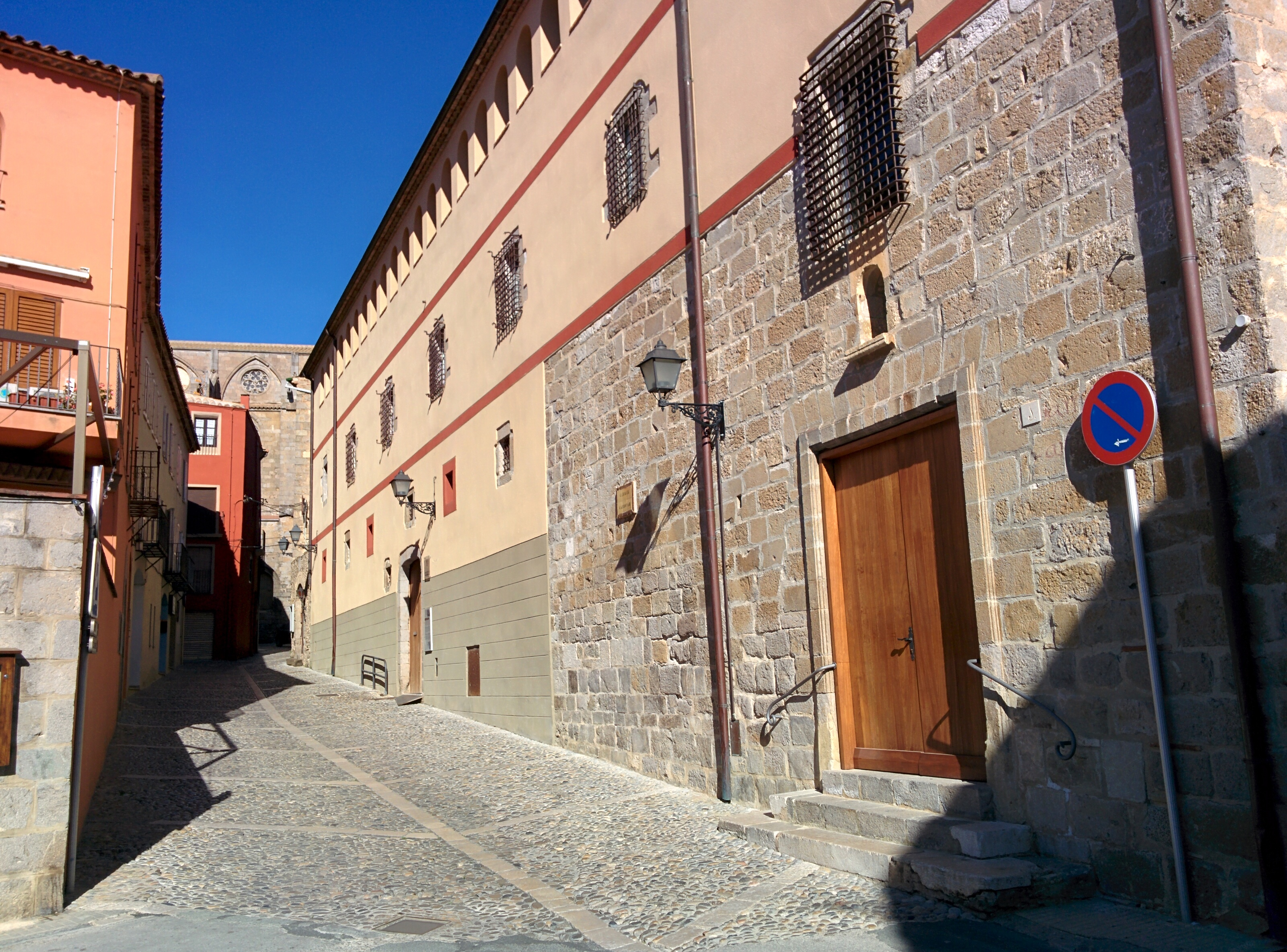

Es tracta d'un edifici de planta rectangular integrat per una petita església i l'espai destinat a convent. Està format per quatre crugies de planta rectangular (que en origen albergaven les dependències del convent), amb cobertes a dues vessants de teula, estructurades al voltant d'un claustre i distribuïdes en planta baixa i dues pisos. Les galeries que donen accés al claustre són d'arcs de mig punt i, interiorment, estan cobertes amb voltes d'aresta de maons. A la banda est de la planta baixa es localitza el refectori, una gran sala coberta amb voltes de creueria sustentades per pilars de pedra. La façana principal del convent es troba actualment arrebossada i pintada (de la mateixa manera que tot l'interior del recinte) i presenta, a la planta baixa, un portal d'arc rebaixat adovellat que dona accés directe al claustre i un seguit de petites finestres quadrades, algunes d'elles amb els brancals i les llindes de pedra picada. Al primer pis, totes les obertures són rectangulars i estan emmarcades amb pedra picada i, a la planta superior, es documenta una filera correguda de petites finestres d'arc de mig punt. L'església està emplaçada al cos sud del conjunt, és d'una sola nau amb volta de canó. Malgrat això, sabem que, originàriament, l'edifici tenia planta de creu llatina amb dues capelles laterals i absis semicircular. És probable que durant l'última rehabilitació de l'edifici, la planta de l'església fos modificada. La façana conserva l'aparell de pedra vista, amb carreuons perfectament escairats. La porta d'accés a la nau és d'obertura rectangular emmarcada i amb motllures. Al seu damunt hi ha una petita fornícula d'arc de mig punt amb la inscripció "10·MAIG·1684". A la cantonada sud-oest del conjunt s'eleva el campanar, del qual només sobresurt el seu coronament. De planta quadrada i bastit amb maons, les seves obertures són d'arc de mig punt.

## Història
L'origen del convent es troba en la iniciativa d'Aldonça de Pau, monja clarissa, qui va iniciar la construcció de l'església en 1260 després d'obtenir el permís del bisbe de Girona. La fundació es va fer efectiva l'any 1267 amb l'arribada de tres monges de Sant Antoni i Santa Clara de Barcelona, entre les quals la seva primera abadessa, Raimunda de Vilanova. En 1655, les tropes franceses van enderrocar el monestir, del quan no queda cap resta.
L'any 1680, la universitat de Castelló fa donació a la comunitat de les monges clarisses, de l'escola o casa d'estudis, situada prop de l'església de Santa Maria, per destinar-la a convent. La data inscrita al damunt de la porta d'accés a l'església, 1684, segurament correspon a la data d'inauguració del convent. En una de les portes adovellades d'accés a les sales situades al cos nord des del claustre, hi ha inscrit l'any 1702.
Entre els anys 1794 i 1796 les monges van haver d'abandonar a causa de la guerra, refugiant-se a Santa Maria de Jerusalem de Barcelona. Al segle xix, amb la desamortització de béns de l'església van patir exclaustracions temporals, però van poder mantenir la comunitat. A la Guerra Civil i el 1973 van deixar Castelló per traslladar-se a la plana, al nou monestir de Fortià on es van aplegar amb les monges de la Divina Providència, monestir fundat a Figueres el 1852.